# Мурашкин, Юрий Павлович
Ю́рий Па́влович Мура́шкин (1929 — 1967) — советский хоккеист, нападающий.

## Биография
Выступал за «Химик» / ДК имени Карла Маркса / команду г. Электросталь (1949/50 — 1958/59) и «Металлург» Электросталь (1959/60). В классе «А» провёл шесть сезонов (1952/53 — 1957/58).
Играл за футбольный «Химик» Электросталь в соревнованиях КФК (1949, 1952).